# Primera División 1963-1964 (Spagna)
La Primera División 1963-1964 è stata la 33ª edizione della massima serie del campionato spagnolo di calcio, disputata tra il 15 settembre 1963 e il 26 aprile 1964 e concluso con la vittoria del Real Madrid, al suo decimo titolo, il quarto consecutivo.
Capocannoniere del torneo è stato Ferenc Puskás (Real Madrid) con 21 reti.

## Classifica finale
|       | Pos. | Squadra         | Pt | G  | V  | N  | P  | GF | GS | DR  |
| ----- | ---- | --------------- | -- | -- | -- | -- | -- | -- | -- | --- |
|       | 1.   | Real Madrid     | 46 | 30 | 22 | 2  | 6  | 61 | 23 | +38 |
|       | 2.   | Barcellona      | 42 | 30 | 19 | 4  | 7  | 74 | 38 | +36 |
|       | 3.   | Real Betis      | 37 | 30 | 15 | 7  | 8  | 47 | 36 | +11 |
| [ 1 ] | 4.   | Real Saragozza  | 34 | 30 | 14 | 6  | 10 | 52 | 42 | +10 |
|       | 5.   | Elche           | 33 | 30 | 13 | 7  | 10 | 35 | 31 | +4  |
|       | 6.   | Valencia        | 32 | 30 | 16 | 0  | 14 | 53 | 47 | +6  |
|       | 7.   | Atlético Madrid | 29 | 30 | 10 | 9  | 11 | 37 | 34 | +3  |
|       | 8.   | Athletic Bilbao | 29 | 30 | 12 | 5  | 13 | 43 | 40 | +3  |
|       | 9.   | Siviglia        | 29 | 30 | 9  | 11 | 10 | 33 | 38 | -5  |
|       | 10.  | Levante         | 27 | 30 | 10 | 7  | 13 | 43 | 56 | -13 |
|       | 11.  | Córdoba         | 26 | 30 | 10 | 6  | 14 | 32 | 38 | -6  |
|       | 12.  | Real Murcia     | 26 | 30 | 11 | 4  | 15 | 41 | 54 | -13 |
|       | 13.  | Español         | 25 | 30 | 10 | 5  | 15 | 34 | 47 | -13 |
|       | 14.  | Real Oviedo     | 25 | 30 | 10 | 5  | 15 | 27 | 42 | -15 |
|       | 15.  | Pontevedra      | 21 | 30 | 8  | 5  | 17 | 30 | 45 | -15 |
|       | 16.  | Real Valladolid | 19 | 30 | 7  | 5  | 18 | 27 | 58 | -31 |

Legenda:
      Campione di Spagna e qualificato in Coppa dei Campioni 1964-1965
      Qualificato in Coppa delle Coppe 1964-1965
      Invitate alla Coppa delle Fiere 1964-1965
  Partecipa agli spareggi interdivisionali.
      Retrocesse in Segunda División 1964-1965
Regolamento:
Due punti a vittoria, uno a pareggio, zero a sconfitta.
In caso di arrivo di due o più squadre a pari punti, la graduatoria verrà stilata secondo la classifica avulsa tra le squadre interessate che prevede, in ordine, i seguenti criteri:
- Punti negli scontri diretti.
- Differenza reti negli scontri diretti.
- Differenza reti generale.
- Reti realizzate in generale.

## Spareggi

### Spareggi interdivisionali
Agli spareggi interdivisionali si scontravano la 13ª e 14ª classificata in Primera División con le seconde classificate dei due gironi di Segunda División. Le squadre vincenti dei due incontri avevano diritto a partecipare alla stagione successiva di Primera División.
|                | Risultati |                | Luogo e data               |
| -------------- | --------- | -------------- | -------------------------- |
| Sporting Gijón | 1-0       | Español        | Gijón, 14 giugno 1964      |
| Español        | 3-0       | Sporting Gijón | Barcellona, 21 giugno 1964 |
|                |           |                |                            |
| Real Oviedo    | 4-1       | Hércules       | Oviedo, 7 giugno 1964      |
| Hércules       | 1-0       | Real Oviedo    | Alicante, 14 giugno 1964   |
|                |           |                |                            |

## Statistiche

### Squadre

#### Capoliste solitarie
|    | —— | —— | —— | —— | —— | —— | ——         | ——         | ——         | ——         | ——         | ——         | ——  | ——         | ——         | ——         | ——         | ——  | ——          | ——          | ——          | ——  | ——  | ——          | ——          | ——          | ——          | ——          | ——          | —— |  |
|    |    |    |    |    |    |    | Barcellona | Barcellona | Barcellona | Barcellona | Barcellona | Barcellona |     | Barcellona | Barcellona | Barcellona | Barcellona |     | Real Madrid | Real Madrid | Real Madrid |     |     | Real Madrid | Real Madrid | Real Madrid | Real Madrid | Real Madrid | Real Madrid |    |  |
|    |    |    |    |    |    |    |            |            |            |            |            |            |     |            |            |            |            |     |             |             |             |     |     |             |             |             |             |             |             |    |  |
|    |    |    |    |    |    |    |            |            |            |            |            |            |     |            |            |            |            |     |             |             |             |     |     |             |             |             |             |             |             |    |  |
| 1ª | 2ª | 3ª | 4ª | 5ª | 6ª | 7ª | 8ª         | 9ª         | 10ª        | 11ª        | 12ª        | 13ª        | 14ª | 15ª        | 16ª        | 17ª        | 18ª        | 19ª | 20ª         | 21ª         | 22ª         | 23ª | 24ª | 25ª         | 26ª         | 27ª         | 28ª         | 29ª         | 30ª         |    |  |